# Adinda lamellata
Adinda lamellata is een pissebed uit de familie Scleropactidae. De wetenschappelijke naam van de soort is voor het eerst geldig gepubliceerd in 1995 door Ferrara, Meli & Taiti.